# Ramsele
Ramsele is een plaats in de gemeente Sollefteå in het landschap Ångermanland en de provincie Västernorrlands län in Zweden. De plaats heeft 964 inwoners (2005) en een oppervlakte van 198 hectare. De plaats ligt aan de rivier de Faxälven, circa 70 kilometer ten noordwesten van de stad Sollefteå.

## Verkeer en vervoer
Bij de plaats lopen de Länsväg 331 en Länsväg 345.